# Estância de Brás
Estância de Brás (em Crioulo cabo-verdiano, (escrito em ALUPEC): Stanxa d Brás) é uma aldeia na ilha de São Nicolau de Cabo Verde.

## Nota
1. ↑  «Resultados de censo de 2010 na Ilha de São Nicolau». Instituto Nacional de Estatística Cabo Verde. 25 de março de 2014. Consultado em 14 de abril de 2019. Arquivado do original em 11 de março de 2016